# Cleidogona pecki
Cleidogona pecki är en mångfotingart som beskrevs av Shear 1972. Cleidogona pecki ingår i släktet Cleidogona och familjen Cleidogonidae. Inga underarter finns listade i Catalogue of Life.